# Rakkat Samra
Rakkat Samra – wieś w Syrii, w muhafazie Ar-Rakka. W 2004 roku liczyła 4077 mieszkańców.